# Domenico Beneventano
Domenico Beneventano, detto Mimmo (Petina, 11 luglio 1948 – Ottaviano, 7 novembre 1980), è stato un politico italiano, vittima della Camorra.

## Biografia
Di origini lucane (il padre di Sasso di Castalda, la madre di Polla), si trasferisce adolescente con la famiglia a Ottaviano.
Si laurea in Medicina, si specializza in Chirurgia e lavora presso l'ospedale San Gennaro di Napoli.
All'attività professionale associa l'impegno politico: viene eletto consigliere comunale ad Ottaviano nelle liste del PCI per due volte consecutive, nel 1975 e nel 1980.
Al centro del suo impegno politico la lotta alla camorra e alle sue infiltrazioni nelle amministrazioni locali, negli anni in cui Ottaviano è il feudo indiscusso di Raffaele Cutolo e della sua NCO.
Le sue denunce e la sua intransigenza ne fanno un personaggio scomodo, così la mattina del 7 novembre 1980 viene ucciso in un agguato camorristico. È sepolto a Sasso di Castalda.

## Memoria
Domenico Beneventano è ricordato ogni anno il 21 marzo nella Giornata della Memoria e dell'Impegno di Libera, la rete di associazioni contro le mafie, che in questa data legge il lungo elenco dei nomi delle vittime di mafia e fenomeni mafiosi.
Alla sua memoria sono state intitolate una strada, una scuola media a Ottaviano ed un largo a Sasso di Castalda. A Giffoni Valle Piana gli è stata intitolata la via adiacente alla Caserma del Corpo Forestale, dove il padre prestava servizio negli anni '60. A Polla nel Maggio del 2021, è stato intitolato il Largo Mimmo Beneventano, nei pressi della Biblioteca Comunale e a lui è dedicata una installazione artistica di Arturo Ianniello.